# Вильгельм II Женевский
Гильом II (фр. Guillaume (Willelme) II de Genève; ок. 1190 — 25 ноября 1252) — граф Женевы с 1220/1225 года.

## Биография
Второй сын Гильома I, умершего в 1195 году.
В 1209—1212 годах участвовал в Альбигойском крестовом походе.
С 1219 года упоминается как соправитель старшего брата — Умберта I. Когда тот умер, отстранил от наследования его сыновей Петра и Эбля (своих племянников), и утвердился в качестве графа Женевы при поддержке епископа Эмона де Грансона, которого признал своим сюзереном.
В 1236 году Гильом II ввязался в войну с Эмоном де Фосиньи за власть над приорством Шамони. Сторону Эмона принял его зять, Пётр le Petit Charlemagne, брат графа Савойи. В результате Гильом II потерпел поражение и согласно мирному договору обязался в возмещение расходов уплатить 20 тысяч марок и уступить графу Савойи Амадею IV замок Арло на Роне. Деньги Гильом II не заплатил, но они продолжали считаться его долгом. В 1240 году Пьер также захватил город Ромон, который объявил своим владением.
В 1250 году Пётр le Petit Charlemagne, который стал графом Савойи, начал новую войну с графом Женевы, и тот снова потерпел поражение. Гильом II уступил Савойе Ле Кле и Бур-дю-Фур, а также до уплаты 10 тысяч марок передал в залог Шарусс, Баллезон, Рю, сюзеренные права на графство Грюйер, сеньории Ланжен, Орон и Вюфлан и все владения в Во, Шаблэ и Фосиньи. Таким образом территория его графства сократилась до окрестностей города Женева.
Гильом II умер в ноябре 1252 года. Графство Женева унаследовал его старший сын Родольф, другой сын Генрих получил сеньории Вюашь и Тернье.

## Семья
Жена (свадьба ок. 1214) — Аликс, возможно — дочь Альбера II де ла Тур дю Пена и Марии Оверньской. Дети:
- Родольф (ок. 1215 — 29 мая 1265), граф Женевы
- Амедей (ум. 1275), епископ Дье
- Эймон (ум. 1 марта 1263), епископ Вивье
- Генрих
- Роберт (ум. 14 января 1287), с 1276 епископ Женевы
- Гильом
- Гиг (ум. 6 мая 1291), с 1266 епископ Лангра.